# Herz-Jesu-Kirche (Neuruppin)

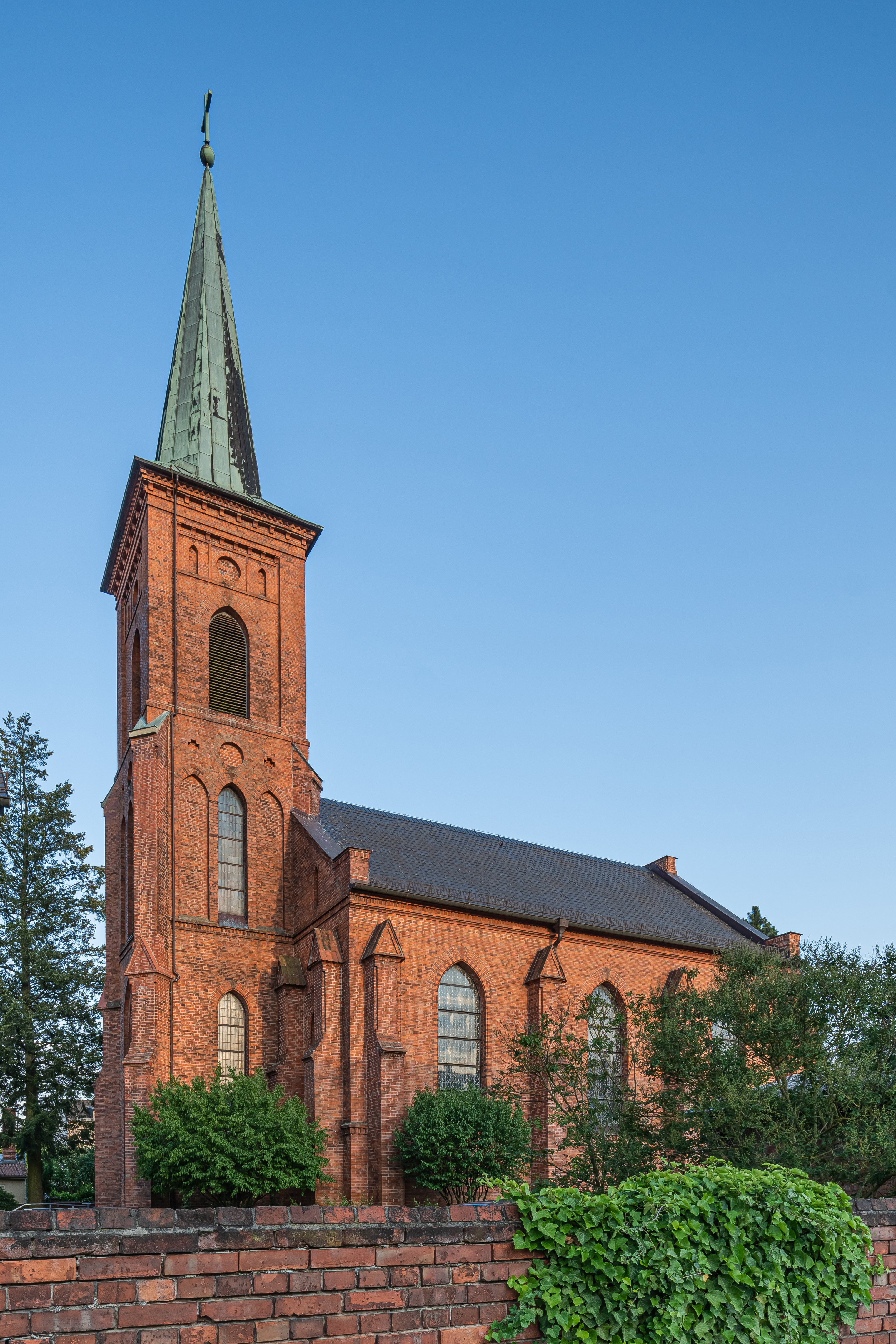
Herz-Jesu-Kirche

Die Herz-Jesu-Kirche ist eine römisch-katholische Kirche in Neuruppin, der Kreisstadt des Landkreises Ostprignitz-Ruppin im Norden des Landes Brandenburg. Die nach dem Heiligsten Herz Jesu benannte Kirche ist die Pfarrkirche der Pfarrei „Hl. Gertrud von Helfta“ – Oberhavel-Ruppin im Erzbistum Berlin. Das Kirchengebäude steht als Baudenkmal unter der Erfassungsnummer 09171134 unter Denkmalschutz.

## Geschichte
Im, seit der Reformation lutherisch geprägten Neuruppin, begann sich um 1800 wieder eine katholische Gemeinde zu bilden.
1847 erfolgte der Erwerb eines Hauses in der Prinzenstraße (heute Robert-Koch-Straße), das 1849 Sitz eines Geistlichen wurde. In dem Haus wurde auch eine Marienkapelle eingerichtet sowie eine katholische Schule eröffnet. Neuruppin wurde eine Missionspfarrei, zu der anfangs auch die Städte Havelberg, Neustrelitz und Wittenberge gehörten, in denen später eigene Kirchengemeinden gegründet wurden.
1881 wurde das Grundstück in der Präsidentenstraße erworben, auf dem 1882 mit der Grundsteinlegung der Bau der Kirche begann. Am 24. Juli 1883 folgte die Benediktion der Kirche  „Herz Jesu“ durch Johannes Maria Assmann, den Fürstbischöflichen Delegat für Brandenburg und Pommern des Bistums Breslau, zu dem Neuruppin damals gehörte. 1894 wurde die Missionspfarrei Neuruppin zur Pfarrei erhoben.
Im Zweiten Weltkrieg erlitt die Kirche 1945 erhebliche Beschädigungen. Durch die Flucht und Vertreibung Deutscher aus Mittel- und Osteuropa stieg ab 1945 die Zahl der Katholiken in der Pfarrei Neuruppin stark an. Von 1956 bis 1957, von 1972 bis 1980 und von 2020 bis 2022 erfolgten Renovierungen und Umbauten der Kirche. Am 16. Januar 2022 weihte Erzbischof Heiner Koch einen neuen Altar.
Am 1. Januar 2022 wurde die heutige Pfarrei Hl. Gertrud von Helfta – Oberhavel-Ruppin gegründet, zu der außer der Kirche „Herz Jesu“ in Neuruppin auch die Kirchen „Mariä Himmelfahrt“ in Fehrbellin, „St. Hedwig“ in Fürstenberg, „Mariä Himmelfahrt“ in Gransee, „St. Joseph“ in Lindow sowie die Kapelle im Wichmann-Gemeindehaus in Rheinsberg gehören.

## Lage, Architektur und Ausstattung
Die Kirche steht westlich der Altstadt von Neuruppin auf dem Grundstück Präsidentenstraße 86, rund 100 Meter von der Bundesstraße 167 entfernt.
Die Kirche mit ihrem 34 Meter hohen Turm entstand nach Entwürfen des Architekten Franz Statz im Baustil der Neugotik. Auch das Pfarrhaus und das Schulgebäude wurden von Statz entworfen.
Der Kreuzweg und der Taufstein stammen noch aus der ursprünglichen Ausstattung der Kirche.
Die Orgel mit sieben Registern auf einem Manual und Pedal ist ein Werk des VEB Potsdamer Schuke-Orgelbau aus dem Jahr 1977. Sie ersetzte die ursprüngliche, 1883 von Albert Hollenbach aus Neuruppin erbaute Orgel.
Im Kirchturm hängt nur eine Glocke, die Marienglocke. Zur Kirchweihe 1883 waren zwei Glocken vorhanden, 1908 wurde dann ein dreistimmiges Glockengeläut angeschafft. Davon gingen zwei durch Beschlagnahme zu Rüstungszwecken während des Ersten Weltkriegs verloren. Ein neues Geläut mit erneut drei Glocken wurde 1926 aufgehängt. Aber auch im Zweiten Weltkrieg wurden die beiden großen Glocken eingezogen.